# 道久
道久（どうく）は、飛鳥時代の僧。

## 記録
出自・出家以前の名前など、経歴は一切不明である。「沙門」と称しているが、白村江の戦いにおける捕虜の1人とみられる。もしくは遣唐留学生の一人であったのかも知れない。
『日本書紀』巻第二十七の天智天皇10年11月（671年）の記述によると、道久は筑紫君薩野麻(つくし の きみ さちやま)・韓嶋勝裟婆（からしま の すぐり さば）・布師首磐（ぬのし の おびと いわ）らの指導的立場の人物であり、11月2日に唐船47隻で、唐の使者郭務悰、送使の沙宅孫登（さたくそんとう）ら2,000人とともに、比知嶋（巨済島南西に位置する比珍島と推定される）に停泊し、そこから船の使者として他の3人とともに、対馬国司（つしま の くにのみこともち）に来朝の意を表した。対馬国司は、その旨を筑紫大宰府（つくし の おほきみこともちのつかさ）に報告した。比知嶋に停泊したという内容の記述があるのみである。しかし、みな死んだのか拒否されたのか日本に上陸した記録はない。